# Košťany

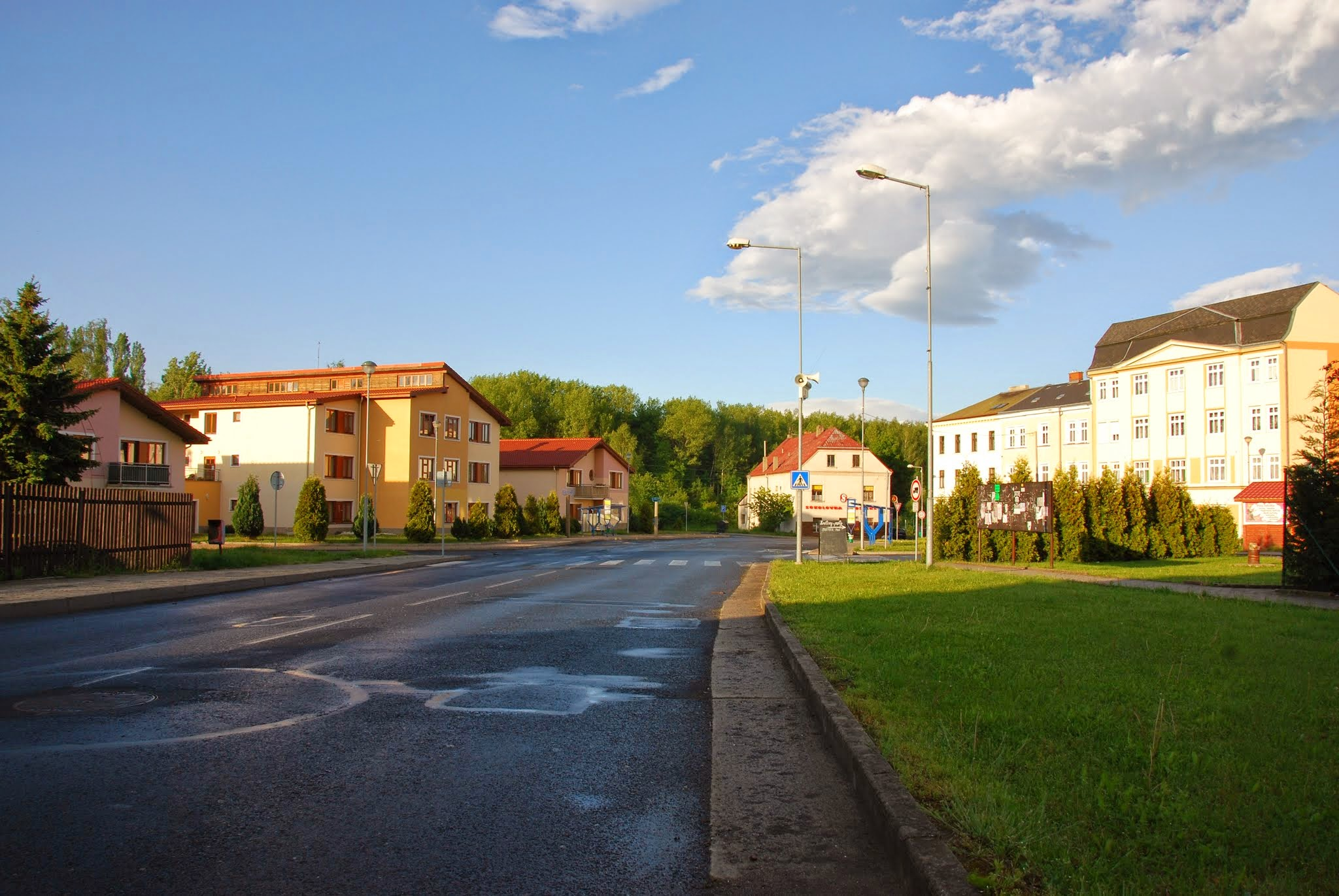

Košťany, Duits: Kosten, is een stad in Tsjechië ten noord westen van Praag tegen de grens met Duitsland aan. Košťany telde 3 238 inwoners in 2024. Het was tot 1945 een plaats met een overwegend Duitstalige bevolking, maar deze Sudeten-Duitsers werden in 1945 en 1946 na de Tweede Wereldoorlog uitgewezen. Tsjechoslowakije werd communistisch.
Bílina ·
Bořislav ·
Bystřany ·
Bžany ·
Dubí ·
Duchcov ·
Háj u Duchcova ·
Hostomice ·
Hrob ·
Hrobčice ·
Jeníkov ·
Kladruby ·
Kostomlaty pod Milešovkou ·
Košťany ·
Krupka ·
Lahošť ·
Ledvice ·
Lukov ·
Měrunice ·
Mikulov ·
Modlany ·
Moldava ·
Novosedlice ·
Ohníč ·
Osek ·
Proboštov ·
Rtyně nad Bílinou ·
Srbice ·
Světec ·
Teplice ·
Újezdeček ·
Zabrušany ·
Žalany ·
Žim